# アーネスト (お笑いコンビ)
アーネストは、かつて吉本興業大阪本部に所属していた日本のお笑いコンビ。旧コンビ名は、パーフェクト・ダブル・シュレッダー（2022年3月27日まで）。2024年1月26日を以て解散。

## メンバー
わだ たかし（1986年6月20日（39歳） - ）
ツッコミ・チケ売り担当。
本名及び旧芸名、和田 崇（読み同じ）。兵庫県三田市出身。身長170 cm、体重73 kg。血液型はB型。NSC大阪校28期出身。
趣味はカラオケ、競馬、ボードゲーム。
好きな言葉は「未来は自分で切り開くもの。運命ではない」。
好きなものは、食べ物や人物などすべてのジャンルをまとめて1位がアーノルド・シュワルツェネッガー。旧コンビ名の由来にもなっている。
YouTube番組『よしもとボードゲームブ』ではMCを担当している。
解散後はピン芸人を経て、河合康浩とコンビ「えびすワーカーズ」を結成。

門野（かどの、1980年8月5日（44歳） - ）
ボケ・ネタ作り担当。
本名及び旧芸名、門野 鉄平（かどの てっぺい）。大阪府枚方市出身。身長173 cm、体重61 kg。血液型はB型。
趣味は映画鑑賞、フットサル、献血。
特技はルービックキューブで、40秒ぐらいで全面を揃えられる。この特技もあってか事務所の先輩である小籔千豊・くっきー!（野性爆弾）の属するバンド「ジェニーハイ」のライブ演出として登場し、演奏をバックにルービックキューブを淡々と揃えていた。
キングコング・ネゴシックス・林健（ギャロップ）・ミサイルマンなどと名だたる精鋭の揃うNSC大阪校22期出身だが未だに日の目を見ない現状を自虐し、「芸歴長すぎるのに売れてない芸人あるある」を自身のXにてポストしている。
2年先輩の町田星児（ヘッドライト）に「Twitter上ではお喋りやね」とイジられるほど普段は静かで無口。同期の中山功太は先輩の結婚式で門野と同じテーブルだったが、門野は一言も喋らなかったため同期だったとは知らず先輩だと思っていたという。
同期の田中一彦（現・スーパーマラドーナ）が現コンビの前身である「マラドーナ」を解散後、一時期コンビを組んでいた。田中とは気が合っていたらしく、スーパーマラドーナのYouTubeチャンネルでは度々名前を出される。
M-1グランプリの予選には2001年の第1回から相方を取っ替え引っ替えしつつ、2024年現在まで毎年出場し続けている。
解散後は「かどちゃん」に改名し、ピン芸人を経てなっさん（元女ガールズ）とコンビ「飛び蹴りサワー」を結成。

## 来歴
6年もの芸歴差があるコンビ。
旧コンビ名について門野曰く、決める際に和田へ好きなものを聞いてみたらシュワちゃんと即答されたため、響きの似た言葉として「パーフェクト・ダブル・シュレッダー」に決めたのが由来。2022年3月27日開催の単独ライブ「さよならパーフェクト・ダブル・シュレッダー」を以て、コンビ名を「アーネスト」へと改名。
2024年1月18日、月末を以ての解散を発表。

## 芸風
主に漫才。

## 賞レース戦績

### M-1グランプリ
| 年度（回）       | 結果         | エントリー No. | 会場                   | 日程     |
| ---------------- | ------------ | -------------- | ---------------------- | -------- |
| 2015年（第11回） | 3回戦進出    | 979            | よしもと祇園花月       | 10月28日 |
| 2016年（第12回） | 2回戦進出    | 1462           | 大丸心斎橋劇場         | 10月5日  |
| 2017年（第13回） | 3回戦進出    | 1355           | よしもと漫才劇場       | 10月24日 |
| 2018年（第14回） | 3回戦進出    | 324            | よしもと祇園花月       | 10月24日 |
| 2019年（第15回） | 準々決勝進出 | 2129           | なんばグランド花月     | 11月18日 |
| 2020年（第16回） | 準々決勝進出 | 667            | NEW PIER HALL          | 11月17日 |
| 2021年（第17回） | 3回戦進出    | 2515           | よしもと祇園花月       | 10月27日 |
| 2022年（第18回） | 3回戦進出    | 1537           | よしもと祇園花月       | 10月26日 |
| 2023年（第19回） | 2回戦進出    | 984            | 森ノ宮よしもと漫才劇場 | 10月16日 |

## 出演
- ウチのガヤがすみません!（日本テレビ）[17]